# Pristis
Genre
Synonymes
- Pristiopsis Fowler, 1905[1]
- Pristobatus Blainville, 1816[1]

Pristis est un genre de poissons-scies de la famille des Pristidae.

## Liste d'espèces
Selon World Register of Marine Species (10 novembre 2019) :
- Pristis clavata Garman, 1906
- Pristis microdon Latham, 1794
- Pristis pectinata Latham, 1794
- Pristis perotteti Müller & Henle, 1841
- Pristis pristis (Linnaeus, 1758)
- Pristis zijsron Bleeker, 1851

## Galerie

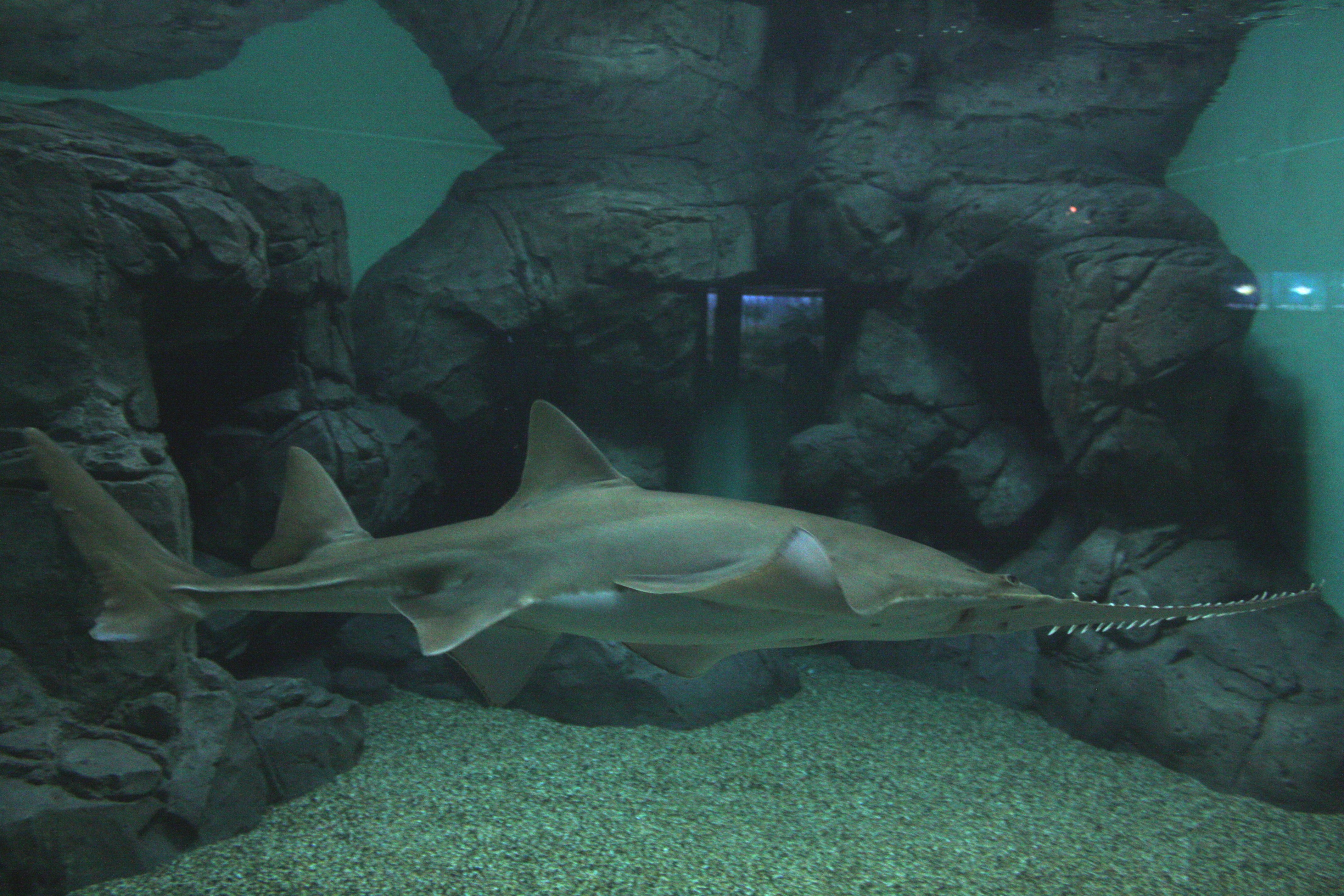
Pristis microdon
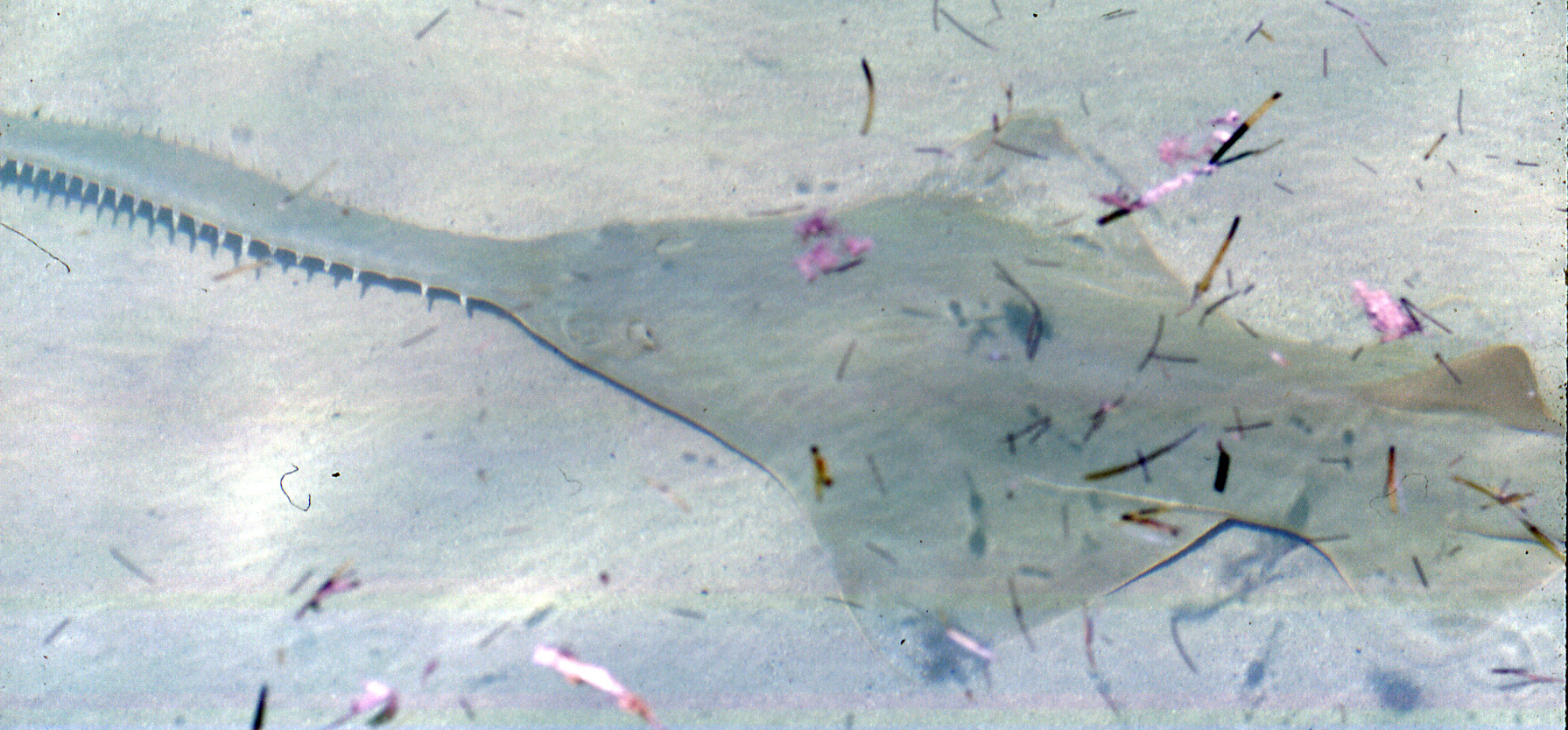
Pristis pectinata
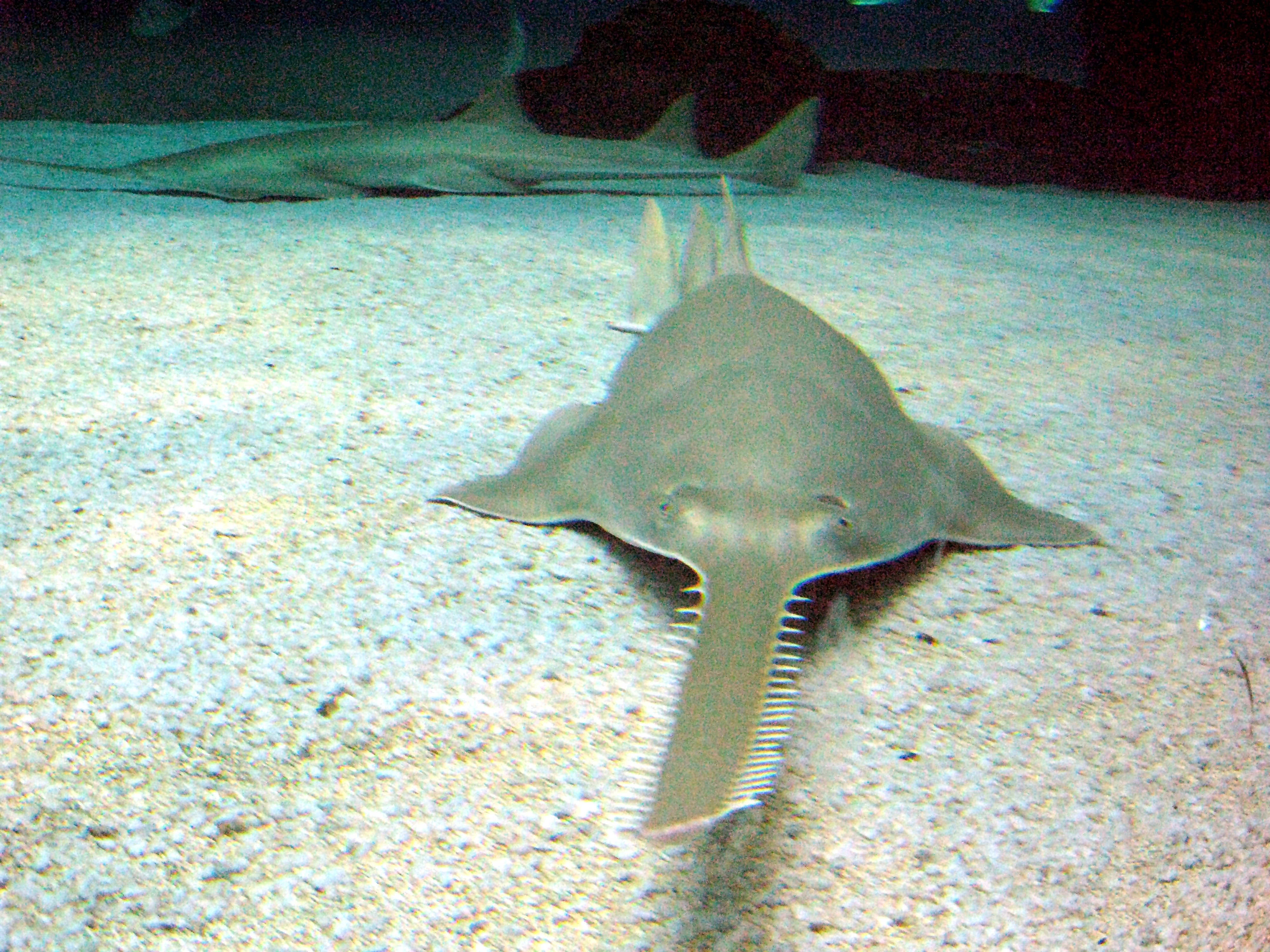
Pristis zijsron